# Сілва Батута
Сілва Батута (порт. Silva Batuta, 2 січня 1940, Сан-Паулу — 29 вересня 2020, Ріо-де-Жанейро) — бразильський футболіст, що грав на позиції нападника.
Виступав, зокрема, за клуби «Корінтіанс» та «Фламенго», а також національну збірну Бразилії.

## Клубна кар'єра
Сілва Батута почав кар'єру у віці 15 років у клубі «Сан-Паулу». Провівши там два сезони, він перейшов на правах оренди в «Бататайс». Провівши там півроку, футболіст був проданий в клуб «Ботафогу».
Два роки по тому Батута став гравцем «Корінтіанса», дебютувавши в команді 21 травня 1962 року в матчі з колишньою командою, «Ботафого». Там же він отримав від коментатора Жорже Курі своє футбольне прізвисько — Батута, на честь «баттути», палички диригента, що служила для відбивання такту. У «Корінтіансі» Батута виступав 4 сезони, провівши 143 матчі (у деяких джерелах — 140) і забивши 89 голів.
У 1965 році Сілва перейшов до клубу «Фламенго», який шукав заміну Жерсону. У першому ж сезоні він допоміг клубу виграти чемпіонат штату Ріо-де-Жанейро, ставши найкращим бомбардиром команди. У наступному сезоні він також став найкращим бомбардиром «Фла», забивши 12 голів, але клуб посів друге місце. У «Фламенго» він також близько подружився з Алміром Пернамбукіньйо, який покинув клуб, після відходу з нього Батути.
1966 року Сілва був куплений іспанською «Барселоною» за 180 тис. доларів із заробітною платою в 20 тис. доларів на рік. Але в ті роки клуб не мав права заявляти іноземних футболістів, через що гравець виступав за «Барсу» лише в товариських матчах. Більш того його образив навіть президент клубу, Енріке Льяудет, який сподівався, що незабаром заборона була знята, і сказав гравцю: «Якщо ти не зможеш грати, то я буду використовувати тебе як водія. Завжди хотів чорного шофера». Але відміни правила не відбулося, тому Сілва, який прибув до столиці Каталонії в лютому 1967 року, взяв участь лише в 15 товариських матчах, в яких забив вісім голів і у липні 1967 року преса оголосила, що футболіст повернувся до Бразилії, в клуб «Сантос», але там провів лише сезон, в якому клуб виграв чемпіонат штату.
1968 року Сілва знову став гравцем «Фламенго», і в першій грі після його повернення він забив три голи на «Маракані» в матчі з «Крузейро» в присутності 180 тис. глядачів і того ж року форвард втретє став найкращим бомбардиром «Фла», 11 разів вразивши ворота суперників у чемпіонаті Ріо. Всього гравець виступав там півтора року, забивши за клуб, в цілому, 68 голів в 132 іграх.
У 1969 році Батута став гравцем аргентинського «Расінга» (Авельянеда). Перший гол за клуб він забив у матчі з «Естудіантесом», а всього забив за клуб 18 голів у 28 матчах, з яких 14 в Метрополітано, завдяки чому він став найкращим бомбардиром турніру.
Повернувшись до Бразилії, Батута став гравцем клубу «Васко да Гама», з яким став чемпіоном штату Ріо. Він грав в оренді в «Ботафого» і «Ріо-Негро» з Манауса, а потім повернувся в «Васко». 
Згодом футболіст перейшов в Колумбійський « Атлетіко Хуніор», а завершив кар'єру в венесуельській команді «Тікіре Канаріас» в 1975 році. Потім Валтер працював тренером і помічником головного тренера во «Фламенго», а також скаутом клубу. 

## Виступи за збірну
14 травня 1966 року дебютував в офіційних матчах у складі національної збірної Бразилії в грі проти збірної Уельсу, в якій забив перший гол за Бразилію. Влітку того ж року у складі збірної був учасником чемпіонату світу 1966 року в Англії, де зіграв у одному матчі проти Португалії (1:3), а його команда сенсаційно не вийшла з групи.
Після «мундіалю» за збірну більше не грав. Загалом протягом кар'єри у національній команді, яка тривала 1 рік, провів у її формі 6 матчів, забивши 2 голи.

## Титули і досягнення

### Командні
- Переможець Ліги Пауліста (2):

«Сан-Паулу»: 1957
«Сантус»: 1967
- Переможець Ліги Каріока (2):

«Фламенго»: 1965
«Васко да Гама»: 1970

### Особисті
- Найкращий бомбардир чемпіонату Аргентини: Метрополітано 1969 (14 голів)

## Особисте життя
У 1995 році закінчив юридичний факультет UNISUAM. В останні роки він працював бібліотекарем у штаб-квартирі «Фламенго».
У 2020 році Батута був госпіталізований в лікарню Про-Кардіаку в байрро Ботафогу, будучи хворим на COVID-19. Він помер через 10 днів 29 вересня 2020 року на 81-му році життя у місті Ріо-де-Жанейро..
Батута був одружений. З дружиною Мартою вони відзначили в 2014 році 50-річну річницю шлюбу. У них троє дітей, сини Валтер та Воллес також стали футболістами. 